# Kanton Mougins
Der Kanton Mougins war von 1982 bis 2015 ein französischer Wahlkreis im Arrondissement Grasse, im Département Alpes-Maritimes und in der Region Provence-Alpes-Côte d’Azur. Hauptort (frz.: chef-lieu) war Mougins. Vertreterin im Generalrat des Départements war zuletzt Marie-Louise Gourdon (PS).

## Gemeinden
Der Kanton bestand aus folgenden drei Gemeinden und einem Teil der Stadt Le Cannet (angegeben ist die Gesamteinwohnerzahl, im Kanton lebten zuletzt etwa 12.600 Einwohner):
| Gemeinde               | Einwohner Jahr | Fläche km² | Bevölkerungsdichte | Code INSEE | Postleitzahl |
| ---------------------- | -------------- | ---------- | ------------------ | ---------- | ------------ |
| Le Cannet              | 43.187 (2013)  | –          | – Einw./km²        | 06030      | 06110        |
| Mouans-Sartoux         | 9.941 (2013)   | 13,52      | 735 Einw./km²      | 06084      | 06370        |
| Mougins                | 18.302 (2013)  | 25,64      | 714 Einw./km²      | 06085      | 06250        |
| La Roquette-sur-Siagne | 5.381 (2013)   | 6,31       | 853 Einw./km²      | 06108      | 06550        |